# Vivir sin permiso
Vivir sin permiso es una serie de televisión española producida por Mediaset España en colaboración con Alea Media para Telecinco. La serie está basada en un relato del escritor Manuel Rivas y aborda los crudos pasado y presente del narcotráfico en Galicia. Está protagonizada por José Coronado, Álex González y Claudia Traisac.
En 2018 tras terminar la primera temporada y sin emisión Mediaset España decide dar luz verde a una segunda tanda de capítulos que completarán la segunda temporada y serán emitidos en el segundo trimestre del año 2019.
La serie será rodada íntegramente en Galicia y su costa, creando así la ficticia comarca gallega de Oeste. Los imponentes paisajes, las gentes, las costumbres, la gastronomía, el mar, el clima, los colores y la singular atmósfera de Galicia serán parte fundamental de la historia e imprimirán carácter a la atmósfera y a la estética de la producción. El Pazo da Toxeiriña en Moraña, enclaves históricos de Salnés, Isla de Arosa y Villagarcía de Arosa, el puerto de Vigo, Santiago de Compostela y el puerto de Ribeira han sido las localizaciones dónde se ha desarrollado el rodaje.
El miércoles 23 de enero de 2020 durante la emisión del segundo capítulo de la serie El Pueblo (en la publicidad), se desveló que esta era la temporada final.

## Argumento
Nemesio "Nemo" Bandeira (José Coronado) es un hombre que se enriqueció en el pasado con actividades ilegales pero que ha conseguido blanquear su trayectoria hasta erigirse en uno de los empresarios más influyentes de Galicia, a través de una importante compañía conservera perteneciente a la familia de su esposa, Asunción "Chon" Moliner (Pilar Castro). Cuando a Nemo le diagnostican Alzheimer, tratará de ocultar su enfermedad para no mostrarse vulnerable mientras pone en marcha el proceso para elegir a su sucesor, lo que provoca una hecatombe en la familia. Sus dos hijos legítimos que nunca han tenido interés alguno por los negocios, Nina (Giulia Charm) y Carlos (Àlex Monner), de pronto intentan demostrar que cada cual es el candidato más adecuado. Su ahijado, el brillante e implacable abogado Mario Mendoza (Álex González), es objetivamente el más preparado, aunque carece de algo vital: llevar la misma sangre que su padrino. Al saber que Nemo no le contempla como heredero del imperio, pondrá en marcha su propio plan sin abandonar su encantadora sonrisa, lo que le convertirá en el más peligroso y despiadado de sus enemigos.

## Reparto
- José Coronado como Nemesio «Nemo» Bandeira
- Álex González como Mario Mendoza Pedreira
- Luis Zahera como Antonio Yáñez Ferreiro «Ferro»
- Claudia Traisac como Lara Balarés Ponte / Lara Bandeira
- Pilar Castro como Asunción «Chon» Moliner de Bandeira
- Giulia Charm como Nina Bandeira Moliner
- Àlex Monner como Carlos Bandeira Moliner
- Ledicia Sola como Elisa Carballo
- Unax Ugalde como Marcos Hevia / Malcolm Sousa
- Édgar Vittorino como Freddy
- Xavier Deive como Adolfo Monterroso
- Marta Larralde como Marina Cambeiro
- Miguel de Lira como Celso
- Paula Morado como Inspectora Marta Alén
- Carmela Martins como Rory
- Carlos Hipólito como Fidel Lamas
- Ricardo Gómez como Alejandro Lamas
- Rubén Zamora como Germán Arteaga
- Patrick Criado como Daniel Arteaga Vargas
- Leonor Watling como Berta Moliner de Arteaga
- Javier Abad como Nemo joven
- María Guinea como Ada joven
- Daniel Currás como Tigre
- Camila Bossa como Gloria Noya Brey
- Diego Freire como Capataz
- Pol Monen como Exprés
- Paula Pier como Estela
- Mercedes Castro como Carmiña
- Ana Villagrasa como Secretaria de Nemo
- Denis Gómez como Periodista
- Miguel Borines como Enlace de Malcolm
- Xavier Estévez como Profesor
- Christian Escuredo como Padre de Mario Mendoza (joven)
- Bruno Squarcia como Fabio
- Covadonga Berdiñas como Laura
- Adrián Viador como Estevo
- David Seijo como Hijo del dueño de la conservera
- Alejandro Carro como Daniel
- Javier Izquierdo "Pequeno"como Breixo
- Julius Cotter as Mr. Anderson
- Pablo Viña como Juez
- Héctor Arteaga como Empleado Opensea
- Jean Claude Ricquebourg como Marcel
- Carlos Villarino como marido de Gloria Noya
- Roberto Peralta como Santos Montoya
- Kiko Carracedo como Hombre de Arteaga

## Temporadas y episodios
El primer episodio de la serie se estrenó simultáneamente en 5 canales del grupo Mediaset España: Telecinco, FDF, Energy, Divinity y Be Mad logrando una cuota de pantalla del 22,3% (3 047 000) simultáneo. Las audiencias del primer episodio fueron; Telecinco: 2 590 000 (19,0%) ; Energy: 148 000 (1,1%), FDF: 147 000 (1,1%), Divinity: 128 000 (0,9%) y BeMad: 34 000 (0,2%).
| Temporada | Temporada | Episodios | Estreno                  | Final                   | Audiencia media | Audiencia media | Audiencia media |
| Temporada | Temporada | Episodios | Estreno                  | Final                   | Espectadores    | Cuota           |                 |
| --------- | --------- | --------- | ------------------------ | ----------------------- | --------------- | --------------- | --------------- |
|           | 1         | 13        | 24 de septiembre de 2018 | 17 de diciembre de 2018 | 2 700 000       | 19,0%           |                 |
|           | 2         | 10        | 13 de enero de 2020      | 16 de marzo de 2020     | 2 038 000       | 15,0%           |                 |
| Total     | Total     | 23        | 2018                     | 2020                    | 2 412 000       | 17,0%           |                 |

### Primera temporada (2018)
| N.º (serie) | N.º (temp.) | Título                       | Director(es)           | Guionista(as)                            | Fecha de emisión         | Audiencia         |
| ----------- | ----------- | ---------------------------- | ---------------------- | ---------------------------------------- | ------------------------ | ----------------- |
| 1           | 1           | «¡Llamadme Nemo!»            | Marc Vigil             | Aitor Gabilondo y Joan Barbero           | 24 de septiembre de 2018 | 2 590 000 (19,0%) |
| 2           | 2           | «El valor de la palabra»     | Marc Vigil             | Joan Barbero                             | 1 de octubre de 2018     | 2 638 000 (18,1%) |
| 3           | 3           | «Tiburones y otros peces»    | Óskar Santos           | Antonio Hernández Centeno                | 8 de octubre de 2018     | 2 847 000 (19,6%) |
| 4           | 4           | «La bofetada»                | Alfonso Arandia Loroño | Antonio Hernández Centeno                | 15 de octubre de 2018    | 2 744 000 (18,3%) |
| 5           | 5           | «Lejos de aquí»              | Miguel Ángel Vivas     | Darío Madrona                            | 22 de octubre de 2018    | 2 707 000 (19,3%) |
| 6           | 6           | «Aires de cambio»            | Óskar Santos           | Guadalupe Rilova                         | 29 de octubre de 2018    | 2 606 000 (19,6%) |
| 7           | 7           | «Si estás perdiendo tu alma» | Alfonso Arandia Loroño | Darío Madrona                            | 5 de noviembre de 2018   | 2 684 000 (18,5%) |
| 8           | 8           | «Sacrificios»                | Miguel Ángel Vivas     | Antonio Hernández Centeno                | 12 de noviembre de 2018  | 2 533 000 (17,4%) |
| 9           | 9           | «Una familia unida»          | Óskar Santos           | Guadalupe Rilova                         | 19 de noviembre de 2018  | 2 741 000 (19,1%) |
| 10          | 10          | «Incapaces»                  | Alfonso Arandia Loroño | Antonio Hernández Centeno y Joan Barbero | 26 de noviembre de 2018  | 2 601 000 (18,1%) |
| 11          | 11          | «Un día para no olvidar»     | Marc Vigil             | Guadalupe Rilova                         | 3 de diciembre de 2018   | 2 756 000 (19,6%) |
| 12          | 12          | «La sangre es la sangre»     | Alfonso Arandia Loroño | Mauricio Romero y Olga Salvador          | 10 de diciembre de 2018  | 2 787 000 (19,8%) |
| 13          | 13          | «Tus amigos no te olvidan»   | Óskar Santos           | Joan Barbero                             | 17 de diciembre de 2018  | 2 868 000 (20,2%) |

### Segunda temporada (2020)
| N.º (serie) | N.º (temp.) | Título                       | Director(es)  | Guionista(as)                               | Fecha de emisión      | Audiencia         |
| ----------- | ----------- | ---------------------------- | ------------- | ------------------------------------------- | --------------------- | ----------------- |
| 14          | 1           | «Mil razones para no volver» | Óscar Pedraza | Antonio Hernández Centeno y David Bermejo   | 13 de enero de 2020   | 2 281 000 (16,4%) |
| 15          | 2           | «Rey solitario»              | Óscar Pedraza | Natxo López                                 | 20 de enero de 2020   | 1 969 000 (14,1%) |
| 16          | 3           | «Cree en mi»                 | Mar Olid      | Patricia Trueba y Jordi Terradas            | 27 de enero de 2020   | 2 151 000 (15,9%) |
| 17          | 4           | «El león enjaulado»          | Mar Olid      | Francisco Arnal y Daniel Monedero           | 3 de febrero de 2020  | 2 053 000 (15,9%) |
| 18          | 5           | «El primer error»            | Óskar Santos  | Natxo López                                 | 10 de febrero de 2020 | 1 924 000 (14,7%) |
| 19          | 6           | «El último desembarco»       | Óskar Santos  | Jordi Terradas y Víctor Pedreira            | 17 de febrero de 2020 | 1 934 000 (14,4%) |
| 20          | 7           | «No te guardo rencor»        | Óscar Pedraza | Antonio Hernández Centeno y Patricia Trueba | 24 de febrero de 2020 | 1 883 000 (14,5%) |
| 21          | 8           | «El mal menor»               | Óscar Pedraza | Franciso Arnal                              | 2 de marzo de 2020    | 1 972 000 (14,8%) |
| 22          | 9           | «Un lugar muy oscuro»        | Mar Olid      | Patricia Trueba                             | 9 de marzo de 2020    | 1 831 000 (14,0%) |
| 23          | 10          | «Antes de irme»              | Mar Olid      | Jordi Terradas y Víctor Pedreira            | 16 de marzo de 2020   | 2 385 000 (15,4%) |

- La segunda temporada se estrenó en Netflix el 31 de enero de 2020, por lo que solo se habían emitido 3 episodios de la temporada en Telecinco.

### Reportajes asociados
En su emisión en Telecinco, los primeros episodios de la serie fueron acompañados de una serie de reportajes relacionados con el narcotráfico en las rías gallegas. 

#### Los narcos que vivieron del mar
| Programas emitidos | Programas emitidos | Programas emitidos            | Programas emitidos | Programas emitidos |
| N.º                | Fecha de emisión   | Título del programa           | Espectadores       | Cuota de pantalla  |
| ------------------ | ------------------ | ----------------------------- | ------------------ | ------------------ |
| 1                  | 24/09/2018         | Del tabaco a la cocaína       | 866 000            | 13,8%              |
| 2                  | 01/10/2018         | La segunda generación         | 802 000            | 12,2%              |
| 3                  | 08/10/2018         | ¿Quién manda hoy en las Rías? | 848 000            | 11,9%              |

#### España mira a La Meca
| Programas emitidos | Programas emitidos | Programas emitidos               | Programas emitidos | Programas emitidos |
| N.º                | Fecha de emisión   | Título del programa              | Espectadores       | Cuota de pantalla  |
| ------------------ | ------------------ | -------------------------------- | ------------------ | ------------------ |
| 1                  | 15/10/2018         | La comunidad musulmana en España | 1 054 000          | 15,2%              |
| 2                  | 22/10/2018         | Mujer e islam                    | 709 000            | 12,0%              |
| 3                  | 29/10/2018         | Terrorismo yihadista             | 732 000            | 13,4%              |

### Evolución de audiencias
| Temporada | Temporada | Episodio número | Episodio número | Episodio número | Episodio número | Episodio número | Episodio número | Episodio número | Episodio número | Episodio número | Episodio número | Episodio número | Episodio número | Episodio número |
| Temporada | Temporada | 1               | 2               | 3               | 4               | 5               | 6               | 7               | 8               | 9               | 10              | 11              | 12              | 13              |
| --------- | --------- | --------------- | --------------- | --------------- | --------------- | --------------- | --------------- | --------------- | --------------- | --------------- | --------------- | --------------- | --------------- | --------------- |
|           | 1         | 2.590           | 2.638           | 2.847           | 2.744           | 2.707           | 2.606           | 2.684           | 2.533           | 2.741           | 2.601           | 2.756           | 2.787           | 2.868           |
|           | 2         | 2.281           | 1.969           | 2.151           | 2.053           | 1.924           | 1.934           | 1.883           | 1.972           | 1.831           | 2.385           | —               | —               | —               |